# Подервянский, Павел Павлович
Па́вел Па́влович Подервя́нский (25 марта 1931, Ленинград — 8 марта 2018, Санкт-Петербург) — главный режиссёр и руководитель Театра драматических импровизаций в Санкт-Петербурге. Член Союза театральных деятелей России. Режиссёр-постановщик высшей категории. Педагог дополнительного образования высшей категории.

## Биография
Родился 25 марта 1931 года в Ленинграде на Васильевском острове.
Отец — Подервянский Павел Павлович, профессор политэкономии, польского происхождения (погиб, когда сыну было 8 месяцев). Мать — Попова Нина Божидаровна, экономист, болгарского происхождения.
В военные годы жил с матерью в эвакуации на Урале, в городе Сатке. Там, в 4-м классе, впервые попал в театральный кружок, где и увлекся актёрством и театром. Вернувшись в 1944-м в Ленинград, организовал в своей школе драмкружок и ставил спектакли с одноклассниками.
В 1950 году поступил на исторический факультет Ленинградского государственного университета, который закончил в 1955 году. Параллельно занимался в театральной студии под руководством актёра театра и кино Ф. М. Никитина. В 1969 году окончил высшие режиссёрские курсы в ГИТИСе имени А. В. Луначарского.

### Профессиональная деятельность
- 1958 г. — Драматический театр г. Комсомольска-на-Амуре, актёр, режиссёр.
- 1960 г. — Академический Малый драматический театр г. Ленинграда, режиссёр.
- 1961 г. — Ленинградский государственный академический театр им. Ленсовета, режиссёр.
- 1961—1962 г. — Кемеровский областной театр драмы им. А. В. Луначарского, режиссёр.
- 1962—1964 г. — Новокузнецкий драматический театр, режиссёр.
- 1964—1966 г. — Алтайский краевой театр драмы им. В. М. Шукшина г. Барнаула, режиссёр.
- 1966—1967 г. — Курганский областной драматический театр, режиссёр.
- 1967—1968 г. — Челябинский ТЮЗ, режиссёр.
- 1969—1971 г. — Республиканский Русский драматический театр им. М. Горького ДАССР г. Махачкала, главный режиссёр.
- 1971—1976 г. — Красноярский краевой драматический театр им. А. С. Пушкина, режиссёр.
- 1976—1978 г. — Республиканский Русский драматический театр г. Орджоникидзе, режиссёр.
- С 1982 г. — руководитель Студии Театра драматических импровизаций г. Ленинград.
- С 1989 г. — художественный руководитель Театра драматических импровизаций г. Санкт-Петербурга.

Параллельно с 1955 года преподавал в театральных студиях и училищах актёрское мастерство, сценическую речь, сценическое движение, историю театра, эстетику, режиссуру (Университет педагогического мастерства, РГПУ им. Герцена, Акмеологическая академия, Санкт-Петербургский государственный институт культуры и др.). С 1978 по 1983 гг. вел режиссёрский курс на театральной кафедре ВПШК (Высшей профессиональной школы культуры — ныне СПбГУП). Со студентами курса организовал Школу-студию драматических импровизаций, которая в 1989 г. стала Театром драматических импровизаций.
П. Подервянским разработана оригинальная методика воспитания актёра-импровизатора, развивающая идеи и методы выдающегося режиссёра-педагога Н. В. Демидова. Применялась им в педагогической практике на руководимом им курсе театрального факультета Балтийского института иностранных языков и межкультурного сотрудничества.
Скончался 8 марта 2018 года.

### Семья
Моисеенко Алла Исидоровна — супруга, актриса.
Подервянский Андрей (1960) — сын (от первого брака), архитектор.
Фуриш Марианна (1967) — дочь, музыкант-педагог, концертмейстер, живёт в Германии.